# Курбессо
Курбессо́ (фр. Courbesseaux) — коммуна во французском департаменте Мёрт и Мозель региона Лотарингия. Относится к кантону Люневиль-Нор.

## География
Курбессо расположен в 16 км к юго-востоку от Нанси. Соседние коммуны: Ремеревиль на севере, Оэвиль на северо-востоке, Серр на востоке, Друвиль и Желленонкур на юге, Бюиссонкур на юго-западе, Сервиль на западе.

## История
- Название коммуны проис ходит от лат. «Ad Curvam Salicem»
- Курбессо был полностью разрушен во время Первой мировой войны 1914—1918 годов. Здесь развернулось сражение у Гран-Куронне (4-13 сентября 1914 года), где 2-я французская армия пор командованием генерала Ноэль де Кастельно одержала победу над германскими войсками.

## Достопримечательности
- Французское военное кладбище, связанное со сражением у Гран-Куронне.

## Демография
Население коммуны на 2010 год составляло 270 человек.
| 1962 | 1968 | 1975 | 1982 | 1990 | 1999 | 2010 |
| ---- | ---- | ---- | ---- | ---- | ---- | ---- |
| 101  | 96   | 127  | 187  | 184  | 190  | 270  |